# Bakus-Wanda
Bakus-Wanda [pronunciación en polaco: /ˈbakus ˈvanda/] es un pueblo ubicado en el distrito administrativo de Gmina Wierzbica, dentro del condado de Chełm, voivodato de Lublin, en el este de Polonia. Se encuentra a unos 6 kilómetros al noroeste de Wierzbica, a 22 kilómetros al noroeste de Chełm, y a 50 kilómetros al este de la capital regional Lublin.